# Atwima Mponua
Atwima Mponua jest dystryktem w południowo-zachodniej części Regionu Ashanti w Ghanie. Powstał 12 listopada 2003 roku w wyniku reformy administracyjnej będącej polityką decentralizacji kraju z byłego dystryktu Atwima. Stolicą dystryktu jest Nyinahin.

## Szkolnictwo
Dystrykt ma 61 przedszkoli, 107 szkół podstawowych i 49 ponadpodstawowych w 6 obwodach oświaty. Wszystkie obwody mają pokaźną liczbę szkół, jednak lokalizacja kilku z nich zmusza uczniów do chodzenia przeciętnie 5km dziennie tam i z powrotem.

## Gospodarka
W dystrykcie przeważa rolnictwo jak w większości wiejskich dystryktów w Ghanie.

## Ochrona zdrowia
W dystrykcie znajduje się szpital, 5 ośrodków zdrowia, 2 kliniki i 5 oddziałów położniczo-dziecięcych. Ponadto działalność klinik jest zorganizowana w kilku gminach przez Okręgowy Zarząd  Zdrowia ze szpitala w Nyinahin.
Personel medyczny, który zaspokaja potrzeby służby zdrowia w instytucjach zdrowia publicznego w dystrykcie to: inspektor sanitarny, 2 pomocników lekarskich, 5 akuszerek, 20 zwerbowanych i gminnych pielęgniarek oraz 110 osób personelu tradycyjnego rodzenia. Dodatkowo w prywatnych ośrodkach pracują: pomocnik lekarski, 5 akuszerek, 1 technik laboratorium i 2 pielęgniarki.
Miasta w dystrykcie: Atwima, Achiase, Mpasatia, Tanodumase.